# Dirk van der Aa
Dirk van der Aa (Den Haag, 1731 - aldaar, 23 februari 1809) was een Nederlandse schilder van vooral allegorieën.
Van der Aa ondernam meerdere studiereizen naar Parijs voordat hij in 1755 lid werd van het Lucasgilde in Den Haag en lessen volgde bij Johann Heinrich Keller. Later studeerde hij bij de schilder Gerrit Mes met wie hij tevens een atelier begon. Zij werkten vooral aan het goedbetaalde schilderen van decoraties voor onder andere interieurs en koetsen. In zijn schilderstijl volgde Van der Aa zijn Franse tijdgenoten. 
Van der Aa was betrokken bij de Fundatie van Renswoude.
Ten behoeve van de intocht van Willem V in Den Haag in 1768 ontwierp Van der Aa de erepoort. Het ontwerp bevindt zich in het Rijksmuseum in Amsterdam.
Onder zijn leerlingen bevonden zich onder andere Evert Morel, Johannes Christianus Roedig, Cornelis Kuipers, Louis Moritz, en zijn neven Andries van der Aa en Jacob van der Aa.
- Biografisch Portaal: 68689634
- Digitale Bibliotheek voor de Nederlandse Letteren: aa__028
- International Standard Name Identifier: 0000 0000 6904 183X
- Nederlandse Thesaurus van Auteursnamen: 073315354
- RKD-Nederlands Instituut voor Kunstgeschiedenis: 3
- Union List of Artist Names: 500115611
- Virtual International Authority File: 96539075
- WorldCat: E39PBJfMjdDWMDyX9fvGrFWv73